# 季浏
季浏，华东师范大学体育与健康学院院长、终身教授，博士生导师。主要从事青少年健康评价、体育课程标准与教育研究。中国体育界首位教育部“长江学者奖励计划”特聘教授。主编出版著作和教材30多部，主编《当代运动心理学》和《体育社会心理学》，发表论文200余篇。 